# Resolutie 1707 Veiligheidsraad Verenigde Naties
Resolutie 1707 van de Veiligheidsraad van de Verenigde Naties werd op 12 september 2006 unaniem aangenomen door de VN-Veiligheidsraad en verlengde de autorisatie van de NAVO-troepenmacht in Afghanistan met een jaar.

## Achtergrond
In 1979 werd Afghanistan bezet door de Sovjet-Unie, die vervolgens werd bestreden door Afghaanse krijgsheren. Toen de Sovjets zich in 1988 terugtrokken raakten ze echter slaags met elkaar. In het begin van de jaren 1990 kwamen ook de Taliban op. In september 1996 namen die de hoofdstad Kabul in. Tegen het einde van het decennium hadden ze het grootste deel van het land onder controle en riepen ze een streng islamitische staat uit. 
In 2001 verklaarden de Verenigde Staten met bondgenoten hun de oorlog en moesten ze zich terugtrekken, waarna een interim-regering werd opgericht. Die stond onder leiding van Hamid Karzai die in 2004 tot president werd verkozen.

## Inhoud

### Waarnemingen
De Veiligheidsraad was bezorgd om het gestegen geweld door de Taliban, Al Qaida, illegale gewapende groepen en drugshandelaars. Alle partijen in Afghanistan werden opgeroepen constructief deel te nemen aan een vreedzame politieke oplossing en niet naar geweld te grijpen. Verder was het belangrijk dat het leger en de politie in het land werden hervormd. Voorts verwelkomde de Raad de geplande uitbreiding van de ISAF-macht naar Zuid- en Oost-Afghanistan.

### Handelingen
De Veiligheidsraad verlengde de autorisatie van de ISAF-macht van de NAVO met twaalf maanden, te tellen vanaf 13 oktober. De deelnemende landen werden geautoriseerd al het nodige te doen om het mandaat te volbrengen.

## Verwante resoluties
- Resolutie 1589 Veiligheidsraad Verenigde Naties (2005)
- Resolutie 1623 Veiligheidsraad Verenigde Naties (2005)
- Resolutie 1746 Veiligheidsraad Verenigde Naties (2007)
- Resolutie 1776 Veiligheidsraad Verenigde Naties (2007)

Lijst ·  1652 ·  1653 ·  1654 ·  1655 ·  1656 ·  1657 ·  1658 ·  1659 ·  1660 ·  1661 ·  1662 ·  1663 ·  1664 ·  1665 ·  1666 ·  1667 ·  1668 ·  1669 ·  1670 ·  1671 ·  1672 ·  1673 ·  1674 ·  1675 ·  1676 ·  1677 ·  1678 ·  1679 ·  1680 ·  1681 ·  1682 ·  1683 ·  1684 ·  1685 ·  1686 ·  1687 ·  1688 ·  1689 ·  1690 ·  1691 ·  1692 ·  1693 ·  1694 ·  1695 ·  1696 ·  1697 ·  1698 ·  1699 ·  1700 ·  1701 ·  1702 ·  1703 ·  1704 ·  1705 ·  1706 ·  1707 ·  1708 ·  1709 ·  1710 ·  1711 ·  1712 ·  1713 ·  1714 ·  1715 ·  1716 ·  1717 ·  1718 ·  1719 ·  1720 ·  1721 ·  1722 ·  1723 ·  1724 ·  1725 ·  1726 ·  1727 ·  1728 ·  1729 ·  1730 ·  1731 ·  1732 ·  1733 ·  1734 ·  1735 ·  1736 ·  1737 ·  1738